# تحت سماء مصر (فلم)
تحت سماء مصر(بالإنجليزية: Under the skies of Egypt Or taht sama' misr)، فيلم مصري من إنتاج عام 1928 بطولة فاطمة رشدي وبشارة واكيم.

## قصة الفيلم
يدرس الطالب المصري أحمد (بشارة واكيم) في باريس، وهناك يتعرف على الراقصة نيكول الروسية الأصل ()، ويتزوجها، ويأتي بها إلى مصر. تذهل سلمى (فاطمة رشدي) خطيبة أحمد من وجود نيكول معه، وتفسخ الخطوبة. تعمل نيكول في ملهى بالإسكندرية يديره زعيم عصابة روسي، وتبدأ في استغلال أحمد، فيعمل على تسليم نيكول والعصابة إلى الشرطة، ويعترف بخطئه ويتزوج سلمى.

## الممثلون
- فاطمة رشدي
- بشارة واكيم

## وصلات خارجية
- تحت سماء مصر على موقع قاعدة بيانات الأفلام العربية
- صفحة الفيلم على موقع السينما